# ウィリアム・ヒューム (第8代ヒューム伯爵)

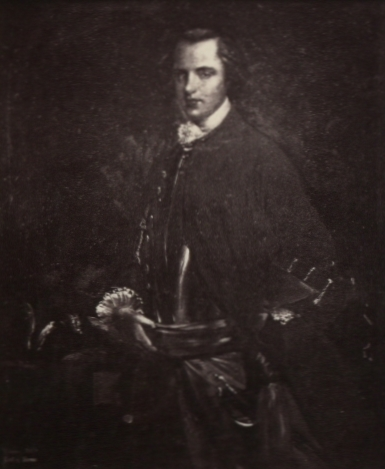
第8代ヒューム伯爵

第8代ヒューム伯爵ウィリアム・ヒューム（英語: William Home, 8th Earl of Home、1761年4月28日没）はスコットランド貴族、イギリス陸軍の軍人。スコットランド貴族代表議員、ジブラルタル総督などを歴任した。

## 生涯
第7代ヒューム伯爵アレクサンダー・ヒュームとアン・カー（Anne Kerr、1727年没、第2代ロジアン侯爵ウィリアム・カーの娘）の次男として生まれた。1720年に父が死去すると、ヒューム伯爵の爵位を継承した。
1735年5月13日にコルネットとして第2竜騎衛兵隊に入隊、1740年にマールバラ公爵の竜騎兵連隊に転じ、1743年に第3竜騎衛兵隊に異動して大陸ヨーロッパを転戦した。
1745年ジャコバイト蜂起が勃発したときはちょうどスコットランドに帰国しており、志願兵としてサー・ジョン・コープの下で従軍、プレストンパンズの戦いにも参戦した。その後、グラスゴーからの志願兵を率いてスターリングの守備に就き、1749年に少佐に、1750年8月11日に第48歩兵連隊隊長に昇進した。1752年4月29日、第25エディンバラ歩兵連隊隊長に転じた。
政治ではアーガイル公爵家の支持を得て1741年イギリス総選挙でスコットランド貴族代表議員に当選、以降1761年まで務めた。また、1757年4月初にはアーガイル公爵からベリックシャー統監への任命を得て、同年4月16日にジブラルタル総督に任命された。1759年、陸軍中将に昇進した。
1761年4月29日にジブラルタルを発って帰国する予定だったが、その前日にあたる4月28日に死去、弟アレクサンダーが爵位を継承した。

## 家族
1742年12月25日、エリザベス・ギボンズ（Elizabeth Gibbons、1704年頃 – 1784年1月15日、ウィリアム・ギボンズの娘）と結婚したが、子供はいなかった。